# Gendarmerie Nationale Basketball Club
Actualités
Le Gendarmerie Nationale Basketball Club est un club malgache de basket-ball basé à Antananarivo. Il évolue en Nationale 1A, le plus haut niveau de basket-ball à Madagascar.

## Historique
Fondé en 2012, le club remporte le Championnat de Madagascar en 2016 et en 2019 puis de nouveau en 2023 et la Coupe de Madagascar en 2016 et 2018. Le GNBC est vice-champion de l'océan Indien en 2016 et 2017 et finaliste du Championnat de Madagascar en 2021.
En tant que champion de Madagascar en 2019, le GNBC participe aux qualifications de la saison inaugurale de la Basketball Africa League (BAL) et se qualifie pour la phase finale se tenant à Kigali au Rwanda du 16 au 30 mai 2021. Avec trois défaites en autant de matchs, l'équipe malgache termine dernière de son groupe.
Ayant gagné de nouveau le championnat national en 2024, la GNBC participera à nouveau au road to BAL 2025.

## Parcours en Ligue africaine de basket-ball (BAL)
- 2021 : Phase de groupe
- 2022 : Non qualifié
- 2023 : Non qualifié

## Palmarès
| Compétitions nationales | Compétitions internationales                                       |
| - Championnat de Madagascar (3) : - Champion : 2016, 2019, 2023 et 2024 - Vice-champion : 2020 - Troisième : 2021 - Coupe de Madagascar (2) : - Vainqueur : 2016, 2018 et 2022 | - Championnat de l'océan Indien (0) : - Vice-champion : 2016, 2017 |
| - Championnat de Madagascar (3) : - Champion : 2016, 2019, 2023 et 2024 - Vice-champion : 2020 - Troisième : 2021 - Coupe de Madagascar (2) : - Vainqueur : 2016, 2018 et 2022 | Compétitions de jeunes                                             |
| - Championnat de Madagascar (3) : - Champion : 2016, 2019, 2023 et 2024 - Vice-champion : 2020 - Troisième : 2021 - Coupe de Madagascar (2) : - Vainqueur : 2016, 2018 et 2022 | néant                                                              |